# Hrvatska kršćanska demokratska unija Bosne i Hercegovine
Hrvatska kršćanska demokratska unija Bosne i Hercegovine (HKDU BiH) jest demokršćanska politička stranka, "koja nastoji javni i politički život demokratski oblikovati u službi hrvatskog naroda u Bosni i Hercegovini iz kršćanske odgovornosti i prema kršćanskom svjetonazoru te na osnovi osobne slobode i socijalne pravne države". Predsjednica stranke je Ivanka Barić, a sjedište joj je u Mostaru.
Iako su bili dio Hrvatske koalicije za promjene i koalicije Hrvatsko zajedništvo za izbore 2006., na izborima 2010. sudjeluju na suprotnoj političkoj strani – u koaliciji s HDZBiH-om.

## Također pogledajte
- Hrvatska kršćanska demokratska unija